# ニャベ県
座標: 北緯10度39分6秒 東経106度43分35秒 / 北緯10.65167度 東経106.72639度
ニャベ県（ニャベけん、ベトナム語：Huyện Nhà Bè / 縣茹𦨭）は、ベトナム・ホーチミン市の県。

## 行政
ニャベ県は1の市鎮（Thị trấn）と6の社（Xã）を管轄している。
- 市鎮
  - ニャベ（Nhà Bè / 茹𦨭）
- 社
  - ロントイ（Long Thới / 隆泰）
  - フースアン（Phú Xuân / 富春）
  - ニョンドゥク（Nhơn Đức / 仁德）
  - フオックキエン（Phước Kiển / 福蹇）
  - ヒエップフオック（Hiệp Phước / 協福）
  - フオックロック（Phước Lộc / 福祿）